# Radeon HD 6000
A série Northern Islands é uma família de GPUs desenvolvida pela Advanced Micro Devices (AMD) que faz parte de sua marca Radeon, baseada no processo de 40 nm. Alguns modelos são baseados no TeraScale 2 (VLIW5), alguns no novo TeraScale 3 (VLIW4) introduzido com eles.
A partir desta família, a antiga marca ATI foi oficialmente descontinuada em favor de uma correlação entre os produtos gráficos e a marca AMD para plataformas de computação (as CPUs e chipsets). Portanto, a marca AMD foi usada como substituta. O logotipo para produtos e tecnologias gráficas também recebeu uma pequena reformulação (usando elementos de design do logotipo "AMD Vision" de 2010). Isso também marca o fim do nome "Mobility Radeon" em suas GPUs de laptop, mantendo apenas o sufixo "M" no número do modelo da GPU para significar uma variante móvel.
Seu concorrente direto era a GeForce 500 Series da Nvidia; eles foram lançados com aproximadamente um mês de diferença.

## Arquitetura
Este artigo e sobre todos os produtos da marca Radeon HD 6000 Series.
- Uma GPU implementando TeraScale 2 versão "Northern Island (VLIW5)" é encontrada em todos os modelos, exceto nos produtos da marca "HD 6900".
- O "HD 6350" é baseado no TeraScale 2 "Evergreen".
- Uma GPU implementando TeraScale 3 versão "Northern Island (VLIW4)" é encontrada em produtos da marca "HD 6900".
- A conformidade com OpenGL 4.x requer suporte a sombreadores FP64. Eles são implementados por emulação em algumas GPUs TeraScale (microarquitetura).

### Suporte a vários monitores
Os controladores de exibição on-die AMD Eyefinity foram introduzidos em setembro de 2009 na série Radeon HD 5000 e estão presentes em todos os produtos desde então.

### Aceleração de vídeo
O Decodificador de vídeo unificado (UVD3) está presente na matriz de todos os produtos e é suportado pelo AMD Catalyst e pelo driver de dispositivo gráfico gratuito e de código aberto.

### OpenCL (API)
O OpenCL acelera muitos pacotes de software científicos contra a CPU até o fator 10 ou 100 e mais. Open CL 1.0 a 1.2 são suportados para todos os Chips com Terascale 2 e 3.

## Produtos
A série 6800 foi o primeiro lote da série Radeon 6000. Com o codinome "Northern Islands", esta série foi lançada em 22 de outubro de 2010, após breves atrasos. Nos meses seguintes, os cartões de orçamento, médio e alto padrão foram incluídos na série.

### Radeon HD 6400
A AMD lançou a GPU Radeon HD 6400 de nível básico em 7 de fevereiro de 2011. Com o codinome Caicos, ela chegou ao mercado ao mesmo tempo que as GPUs Radeon HD 6500/6600 Turks. O único produto Caicos, o Radeon HD 6450, destinado a substituir o HD 5450. Comparado com o 5450, ele tem o dobro de processadores stream, suporte GDDR5, junto com as novas tecnologias da Northern Island.

### Radeon HD 6500/6600
Com o codinome Turks, essas GPUs básicas foram lançadas em 7 de fevereiro de 2011. A família Turks inclui Turks PRO e Turks XT, que são comercializados como HD 6570 e HD 6670, respectivamente. Eles foram originalmente lançados apenas para OEMs, mas posteriormente lançados no varejo.
A Radeon HD 6570 e 6670 são pequenas atualizações de suas contrapartes Evergreen, a HD 5570 e 5670. As GPUs Turks contêm mais 80 processadores de fluxo e mais 4 unidades de textura. Eles também foram atualizados para suportar as novas tecnologias encontradas nas GPUs da Northern Island, como HDMI 1.4a, UVD3 e 3D estereoscópico.

### Radeon HD 6700
Com o codinome Barts LE, a Radeon HD 6790 foi lançada em 5 de abril de 2011. Há um produto de varejo disponível, a Radeon HD 6790. Barts usa shaders da mesma arquitetura VLIW de 5 vias da série HD 5000.
- O HD 6790 tem 800 processadores stream a 840 MHz, uma interface de memória de 256 bits e 1 GB GDDR5 DRAM a 1 GHz com consumo máximo de energia de 150 W. O desempenho é superior ao da NVIDIA GTX 550 Ti e Radeon HD 5770, menos potente que o Radeon HD 6850 e próximo ao GTX 460 768MB e Radeon HD 5830.

A AMD confirmou que as placas HD 6700 usam os núcleos Juniper XT e Juniper Pro da série HD 5700 e, portanto, não são formalmente GPUs da Northern Island. Assim, 6770 e 6750 são essencialmente 5770 e 5750, respectivamente, sendo o rótulo a principal diferença. Existem algumas melhorias na série 5700, incluindo:
- Nas placas da série HD 6000, o decodificador de vídeo universal da AMD foi atualizado para a versão 3.0, que suporta codecs Blu-ray 3D, decodificação de hardware para DivX/XviD e uma lista de outras melhorias. O HD 6750 e o HD 6770 adicionam a capacidade de decodificação MVC do UVD 3.0, mas não o restante dos recursos do UVD 3.0.[7]
- De acordo com a AMD, essas placas foram atualizadas para suportar HDMI 1.4a, mas sem os recursos 3D trazidos pelo UVD 3.0.

### Radeon HD 6800
Com o codinome Barts, a série Radeon HD 6800 foi lançada em 23 de outubro de 2010. Os produtos incluem Radeon HD 6850 e Radeon HD 6870. Barts usa shaders da mesma arquitetura VLIW de 5 vias da série HD 5000.
- A HD 6850 tem 960 processadores stream a 775 MHz, uma interface de memória de 256 bits e 1 GB GDDR5 DRAM a 1 GHz com consumo máximo de energia de 127 W. Comparado aos concorrentes, o desempenho fica em linha com os cartões de 1 GB da Nvidia GeForce GTX 460. Comparado aos gráficos predecessores da série Radeon 5800, o 6850 é significativamente mais rápido que o Radeon HD 5830 e tem desempenho próximo ao do Radeon HD 5850. Um único requisito de conector de alimentação PCIe de 6 pinos o torna adequado para a maioria das fontes de alimentação.
- O HD 6870 tem 1120 processadores stream a 900 MHz (a maioria das GPUs é capaz de rodar com 980-1000 MHz), uma interface de memória de 256 bits e 1 GB GDDR5 DRAM a 1,05 GHz (pode ser overclockado para 1,2 GHz (4,8 GHz efetivo)) com consumo máximo de energia de 151 W. O desempenho é superior ao da GeForce GTX 460, comparável ao da GeForce GTX 560 e inferior ao da GeForce GTX 560 Ti. Em comparação com as placas gráficas predecessoras da série Radeon 5800, a HD 6870 é mais rápida que a HD 5850 e tem desempenho próximo da Radeon HD 5870.[9]

### Radeon HD 6900
Esta família inclui três diferentes produtos de alta qualidade, todos baseados em TeraScale 3 (VLIW4)
Com o codinome Cayman, a série Radeon HD 6900 estava prevista para ser lançada em 12 de novembro de 2010. Essas datas de lançamento foram adiadas e Cayman foi lançado em 15 de dezembro de 2010. Os produtos incluem Radeon HD 6950 e Radeon HD 6970. Cayman é baseado em nova arquitetura VLIW de 4 vias, que foi escolhida em vez do antigo VLIW5 da AMD para reduzir a complexidade no design dos processadores de fluxo da AMD. Estudos mostraram que poucos aplicativos aproveitaram totalmente o estágio extra em um VLIW5 SP. Reduzir os processadores de fluxo para VLIW4 permite que a AMD economize em transistores para cada SP individual e adicione mais no futuro.
- Em jogos, o desempenho da HD 6970 é comparável ao da NVIDIA GeForce GTX 570 e GTX 480. A Radeon HD 6950 é um pouco mais lenta que a 6970, comparável a um pouco mais rápida que a GTX 560 Ti e mais rápida que a HD 5870. A HD 6950 foi descoberto que é quase idêntico ao 6970 em design de núcleo, embora o 6950 tenha memória GDDR5 com classificação inferior. Fora isso, os dois diferiam apenas no software atualizado do BIOS. Como tal, um flash do BIOS basicamente atualizaria o 6950 para um 6970. Isso foi resolvido posteriormente pela AMD e seus parceiros cortando a laser os núcleos extras (em vez de simplesmente desativá-los no BIOS) e/ou usando designs de placa sem referência que não funcionaria com um BIOS 6970. Alguns 6950 ainda podem ser "desbloqueados", mas é muito mais difícil, exigindo uma seleção cuidadosa da placa e um BIOS personalizado.
- Com o codinome Antilles, o Enthusiast dual-GPU (dual-6970) Radeon HD 6990 foi lançado em 9 de março de 2011. Possui uma velocidade de clock do mecanismo de referência de 830 MHz, 3072 processadores de fluxo, desempenho de computação 5.1 TFLOPS, 192 unidades de textura, 4 GB de Buffer de quadros GDDR5 (DRAM) e potência máxima da placa de 375 W.[11]
- A AMD Radeon HD 6990 (assim como outras placas AMD da série 6000) vem com um comutador de BIOS duplo. Isso permite o que alguns afirmam ser um 'Modo Uber AMD' oculto, no entanto, é usado mais comumente como um backup ao atualizar o BIOS. (O mesmo método usado para piscar o HD 6950 para aparecer como um HD 6970)[12]

O AMD PowerTune foi introduzido com a série Radeon HD 6900.

## Tabela de chipset

### Produtos de desktop
| Modelo (Codinome)            | Data de lançamento e preço               | Arquitetura e Fab | Transistores e Tamanho da matriz | Core          | Core        | Taxa de preenchimento | Taxa de preenchimento | Poder de processamento (GFLOPS) | Poder de processamento (GFLOPS) | Memória       | Memória                      | Memória     | Memória                 | TDP (Watts) | TDP (Watts) | Interface de barramento |
| Modelo (Codinome)            | Data de lançamento e preço               | Arquitetura e Fab | Transistores e Tamanho da matriz | Config        | Clock (MHz) | Textura (GT/s)        | Pixel (GP/s)          | Single                          | Double                          | Tamanho (MB)  | Tipo e largura do barramento | Clock (MHz) | Largura de banda (GB/s) | Idle        | Max.        | Interface de barramento |
| ---------------------------- | ---------------------------------------- | ----------------- | -------------------------------- | ------------- | ----------- | --------------------- | --------------------- | ------------------------------- | ------------------------------- | ------------- | ---------------------------- | ----------- | ----------------------- | ----------- | ----------- | ----------------------- |
| Radeon HD 6350 (Cedar)       | 7 de abril de 2011 $23 USD               | TeraScale 2 40 nm | 292×106 59 mm2                   | 80:8:4        | 650         | 5.2                   | 2.6                   | 104                             | —                               | 512           | DDR3 64-bit                  | 800         | 12.8                    | 6.4         | 19.1        | PCIe 2.1 ×16            |
| Radeon HD 6450 (Caicos)      | 7 de fevereiro de 2011 OEM               | TeraScale 2 40 nm | 370×106 67 mm2                   | 160:8:4       | 625 750     | 5.0 6.0               | 2.5 3.0               | 200 240                         | —                               | 512           | DDR3 64-bit                  | 533 800     | 8.5 12.8                | 9           | 18 27       | PCIe 2.1 ×16            |
| Radeon HD 6450 (Caicos)      | 7 de abril de 2011 $55 USD               | TeraScale 2 40 nm | 370×106 67 mm2                   | 160:8:4       | 625 750     | 5.0 6.0               | 2.5 3.0               | 200 240                         | —                               | 512 1024 2048 | DDR3 64-bit                  | 800 900     | 12.8 14.4               | 9           | 18 27       | PCIe 2.1 ×16            |
| Radeon HD 6570 (Turks Pro)   | 7 de fevereiro de 2011 OEM               | TeraScale 2 40 nm | 716×106 118 mm2                  | 480:24:8      | 650         | 15.6                  | 5.2                   | 624                             | —                               | 1024          | DDR3 128-bit                 | 900         | 28.8                    | 10          | 44          | PCIe 2.1 ×16            |
| Radeon HD 6570 (Turks Pro)   | 19 de abril de 2011 $79 USD              | TeraScale 2 40 nm | 716×106 118 mm2                  | 480:24:8      | 650         | 15.6                  | 5.2                   | 624                             | —                               | 2048 4096     | DDR3 GDDR5 128-bit           | 667 1000    | 21.3 64                 | 11          | 60          | PCIe 2.1 ×16            |
| Radeon HD 6670 (Turks XT)    | 19 de abril de 2011 $99 USD              | TeraScale 2 40 nm | 716×106 118 mm2                  | 480:24:8      | 800         | 19.2                  | 6.4                   | 768                             | —                               | 512 1024 2048 | DDR3 GDDR5 128-bit           | 800 1000    | 25.6 64                 | 12          | 66          | PCIe 2.1 ×16            |
| Radeon HD 6750 (Juniper Pro) | 21 de janeiro de 2011 OEM                | TeraScale 2 40 nm | 1040×106 166 mm2                 | 720:36:16     | 700         | 25.2                  | 11.2                  | 1008                            | —                               | 512 1024      | GDDR5 128-bit                | 1150        | 73.6                    | 16          | 86          | PCIe 2.1 ×16            |
| Radeon HD 6770 (Juniper XT)  | 19 de abril de 2011 ?                    | TeraScale 2 40 nm | 1040×106 166 mm2                 | 800:40:16     | 850         | 34.0                  | 13.6                  | 1360                            | —                               | 512 1024      | GDDR5 128-bit                | 1200 1050   | 76.8 67.2               | 18          | 108         | PCIe 2.1 ×16            |
| Radeon HD 6790 (Barts LE)    | 4 de abril de 2011 $149 USD              | TeraScale 2 40 nm | 1700×106 255 mm2                 | 800:40:16     | 840         | 33.6                  | 13.4                  | 1344                            | —                               | 1024          | GDDR5 256-bit                | 1050        | 134.4                   | 19          | 150         | PCIe 2.1 ×16            |
| Radeon HD 6850 (Barts Pro)   | 22 de outubro de 2010 $179 USD           | TeraScale 2 40 nm | 1700×106 255 mm2                 | 960:48:32     | 775         | 37.2                  | 24.8                  | 1488                            | —                               | 1024          | GDDR5 256-bit                | 1000        | 128                     | 19          | 127         | PCIe 2.1 ×16            |
| Radeon HD 6870 (Barts XT)    | 22 de outubro de 2010 $239 USD           | TeraScale 2 40 nm | 1700×106 255 mm2                 | 1120:56:32    | 900         | 50.4                  | 28.8                  | 2016                            | —                               | 1024 2048     | GDDR5 256-bit                | 1050        | 134.4                   | 19          | 151         | PCIe 2.1 ×16            |
| Radeon HD 6930 (Cayman CE)   | Dezembro de 2011 $180 USD                | TeraScale 3 40 nm | 2640×106 389 mm2                 | 1280:80:32    | 750         | 60.0                  | 24.0                  | 1920                            | 480                             | 1024 2048     | GDDR5 256-bit                | 1200        | 153.6                   | 18          | 186         | PCIe 2.1 ×16            |
| Radeon HD 6950 (Cayman Pro)  | 15 de dezembro de 2010 $259 USD $299 USD | TeraScale 3 40 nm | 2640×106 389 mm2                 | 1408:88:32    | 800         | 70.4                  | 25.6                  | 2253                            | 563                             | 1024 2048     | GDDR5 256-bit                | 1250        | 160                     | 20          | 200         | PCIe 2.1 ×16            |
| Radeon HD 6970 (Cayman XT)   | 15 de dezembro de 2010 $369 USD          | TeraScale 3 40 nm | 2640×106 389 mm2                 | 1536:96:32    | 880         | 84.5                  | 28.2                  | 2703                            | 675                             | 2048          | GDDR5 256-bit                | 1375        | 176                     | 20          | 250         | PCIe 2.1 ×16            |
| Radeon HD 6990 (Antilles XT) | 8 de março de 2011 $699 USD              | TeraScale 3 40 nm | \| 2× \| 2640×106 389 mm2 \|     | 2× 1536:96:32 | 830         | 2× 79.6               | 2× 26.5               | 5099                            | 1276.88                         | 2× 2048       | GDDR5 256-bit                | 1250        | 2× 160                  | 37          | 375         | PCIe 2.1 ×16            |
| 2×                           | 2640×106 389 mm2                         |                   |                                  |               |             |                       |                       |                                 |                                 |               |                              |             |                         |             |             |                         |

1. ↑  A taxa de preenchimento de textura é calculada como o número de unidades de mapeamento de textura multiplicado pela velocidade de clock base (ou boost) do núcleo.
2. ↑  A taxa de preenchimento de pixel é calculada como o número de unidades de saída de renderização multiplicado pela velocidade de clock base (ou boost) do núcleo.
3. ↑  O desempenho de precisão é calculado a partir da velocidade de clock do núcleo base (ou boost) com base em uma operação FMA.
4. ↑  A taxa efetiva de transferência de dados de GDDR5 é quadruplicar seu clock nominal, em vez de dobrar como é com memória DDR.
5. ↑  Shaders Unificados: Unidades de Mapeamento de Textura: Unidades de Saída de Renderização

#### IGP (HD 6xxx)
- Todos os modelos são baseados no VLIW5 ISA
- Todos os modelos suportam DirectX 11.0, OpenGL 4.5 (beta), OpenCL 1.2
- Todos os modelos não possuem FP de precisão dupla
- Todos os modelos apresentam a interface UNB/MC Bus
- Todos os modelos apresentam filtragem anisotrópica independente de ângulo, UVD3 e capacidades Eyefinity, com até três saídas. HD 63xxD e superior apresentam aceleração de Blu-ray 3D, enquanto o padrão 63xx (não-'D') não.

Desktop
| Modelo          | Lançamento            | Codinome    | Arquitetura | Fab (nm) | Taxa de clock do núcleo (MHz) | Core config | Taxa de preenchimento | Taxa de preenchimento | Memoria compartilhada       | Memoria compartilhada | Memoria compartilhada   | Poder de processamento (GFLOPS) | Conformidade com a API (versão) | Conformidade com a API (versão) | Conformidade com a API (versão) | Conformidade com a API (versão) | TDP combinado | TDP combinado | APU Series |
| Modelo          | Lançamento            | Codinome    | Arquitetura | Fab (nm) | Taxa de clock do núcleo (MHz) | Core config | Pixel (GP/s)          | Textura (GT/s)        | Largura do barramento (bit) | Tipo de barramento    | Largura de banda (GB/s) | Poder de processamento (GFLOPS) | Direct3D                        | OpenGL                          | OpenCL                          | Vulkan                          | Idle (W)      | Max. (W)      | APU Series |
| --------------- | --------------------- | ----------- | ----------- | -------- | ----------------------------- | ----------- | --------------------- | --------------------- | --------------------------- | --------------------- | ----------------------- | ------------------------------- | ------------------------------- | ------------------------------- | ------------------------------- | ------------------------------- | ------------- | ------------- | ---------- |
| Radeon HD 6370D | 1 de novembro de 2011 | WinterPark  | TeraScale 2 | 32       | 443                           | 160:8:4     | 1.77                  | 3.54                  | 128                         | DDR3-1600             | 25.6                    | 142                             | 11.3 (11_0)                     | 4.5                             | 1.2                             | —                               | Desconhecido  | 65            | E2         |
| Radeon HD 6410D | 20 de junho de 2011   | WinterPark  | TeraScale 2 | 32       | 443 - 600                     | 160:8:4     | 1.77 - 2.4            | 3.54 - 4.8            | 128                         | DDR3-1600             | 25.6                    | 142 - 192                       | 11.3 (11_0)                     | 4.5                             | 1.2                             | —                               | Desconhecido  | 65            | A4         |
| Radeon HD 6530D | 20 de junho de 2011   | BeaverCreek | TeraScale 2 | 32       | 443                           | 320:16:8    | 3.54                  | 7.08                  | 128                         | DDR3-1866             | 29.9                    | 284                             | 11.3 (11_0)                     | 4.5                             | 1.2                             | —                               | Desconhecido  | 65 - 100      | A6         |
| Radeon HD 6550D | 20 de junho de 2011   | BeaverCreek | TeraScale 2 | 32       | 600                           | 400:20:8    | 4.8                   | 12                    | 128                         | DDR3-1866             | 29.9                    | 480                             | 11.3 (11_0)                     | 4.5                             | 1.2                             | —                               | Desconhecido  | 65 - 100      | A8         |

1. ↑  Shaders Unificados: Unidades de Mapeamento de Textura: Unidades de Saída de Renderização
2. ↑  TDP especificado para projetos de referência AMD, inclui consumo de energia da CPU. O TDP real dos produtos de varejo pode variar.
3. ↑  A série A4-3300 executa a Radeon HD 6410D a uma velocidade de 443 MHz. A série A4 restante roda a 600 MHz.

Ultra-mobile
| Modelo         | Lançado               | Codinome | Arquitetura | Fab (nm) | Taxa de clock do núcleo (MHz) | Core config | Taxa de preenchimento | Taxa de preenchimento | Memoria compartilhada        | Memoria compartilhada | Memoria compartilhada  | Poder de processamento (GFLOPS) | Conformidade com a API (versão) | Conformidade com a API (versão) | Conformidade com a API (versão) | Conformidade com a API (versão) | TDP combinado | TDP combinado | APU                 |
| Modelo         | Lançado               | Codinome | Arquitetura | Fab (nm) | Taxa de clock do núcleo (MHz) | Core config | Pixel (GP/s)          | Textura (GT/s)        | Largura do barramento (GB/s) | Tipo de barramento    | Largura de banda (bit) | Poder de processamento (GFLOPS) | Direct3D                        | OpenGL                          | OpenCL                          | Vulkan                          | Idle (W)      | Max. (W)      | APU                 |
| -------------- | --------------------- | -------- | ----------- | -------- | ----------------------------- | ----------- | --------------------- | --------------------- | ---------------------------- | --------------------- | ---------------------- | ------------------------------- | ------------------------------- | ------------------------------- | ------------------------------- | ------------------------------- | ------------- | ------------- | ------------------- |
| Radeon HD 6250 | 9 de novembro de 2010 | Wrestler | TeraScale 2 | 40       | 280–400                       | 80:8:4:2    | 1.12 - 1.6            | 2.24 - 3.2            | 8.525                        | DDR3-1066             | 64                     | 44.8 - 64                       | 11.3 (11_0)                     | 4.5                             | 1.2                             | —                               | Desconhecido  | 9             | C-30, C-50, Z-60    |
| Radeon HD 6290 | 7 de janeiro de 2011  | Ontario  | TeraScale 2 | 40       | 276 - 400                     | 80:8:4:2    | 1.12 - 1.6            | 2.24 - 3.2            | 8.525                        | DDR3-1066             | 64                     | 44.8 - 64                       | 11.3 (11_0)                     | 4.5                             | 1.2                             | —                               | Desconhecido  | 9             | C-60                |
| Radeon HD 6310 | 9 de novembro de 2010 | Wrestler | TeraScale 2 | 40       | 492                           | 80:8:4:2    | 2.0                   | 4.0                   | 8.525                        | DDR3-1066             | 64                     | 80                              | 11.3 (11_0)                     | 4.5                             | 1.2                             | —                               | Desconhecido  | 18            | E-240, E-300, E-350 |
| Radeon HD 6320 | 15 de agosto de 2011  | Wrestler | TeraScale 2 | 40       | 508 - 600                     | 80:8:4:2    | 2.032 - 2.4           | 4.064 - 4.8           | 10.6                         | DDR3-1333             | 64                     | 82 - 97                         | 11.3 (11_0)                     | 4.5                             | 1.2                             | —                               | Desconhecido  | 18            | E-450               |

1. ↑  Shaders Unificados: Unidades de Mapeamento de Textura: Unidades de Saída de Renderização: Unidades de Computação
2. ↑  TDP especificado para projetos de referência AMD, inclui consumo de energia da CPU. O TDP real dos produtos de varejo pode variar.

### Produtos Mobile
| Modelo                          | Lançamento             | Arquitetura Fab   | Core       | Core        | Taxa de preenchimento | Taxa de preenchimento | Poder de processamento (GFLOPS) | Memória        | Memória                          | Memória     | Memória                 | TDP (Watts)  | Interface de barramento |
| Modelo                          | Lançamento             | Arquitetura Fab   | Config     | Clock (MHz) | Pixel (GP/s)          | Textura (GT/s)        | Poder de processamento (GFLOPS) | Tamanho (MiB)  | Tipo e largura do barramento     | Clock (MHz) | Largura de banda (GB/s) | TDP (Watts)  | Interface de barramento |
| ------------------------------- | ---------------------- | ----------------- | ---------- | ----------- | --------------------- | --------------------- | ------------------------------- | -------------- | -------------------------------- | ----------- | ----------------------- | ------------ | ----------------------- |
| Radeon HD 6330M (Robson LP)     | 26 de novembro de 2010 | TeraScale 2 40 nm | 80:8:4     | 500         | 2.0                   | 4.0                   | 80                              | 1024           | DDR3 64-bit                      | 800         | 12.8                    | 7            | PCIe 2.1 x16            |
| Radeon HD 6350M (Robson Pro)    | 26 de novembro de 2010 | TeraScale 2 40 nm | 80:8:4     | 500         | 2.0                   | 4.0                   | 80                              | 1024           | DDR3 64-bit                      | 800 900     | 12.8 14.4               | 7            | PCIe 2.1 x16            |
| Radeon HD 6370M (Robson XT)     | 26 de novembro de 2010 | TeraScale 2 40 nm | 80:8:4     | 750         | 3.0                   | 6.0                   | 120                             | 1024           | DDR3 64-bit                      | 900         | 14.4                    | 11           | PCIe 2.1 x16            |
| Radeon HD 6430M (Seymour LP)    | 4 de janeiro de 2011   | TeraScale 2 40 nm | 160:8:4    | 480         | 1.92                  | 3.84                  | 153.6                           | 1024           | DDR3 64-bit                      | 800         | 12.8                    | Desconhecido | PCIe 2.1 x16            |
| Radeon HD 6450M (Seymour Pro)   | 4 de janeiro de 2011   | TeraScale 2 40 nm | 160:8:4    | 600         | 2.4                   | 4.8                   | 192                             | 1024           | DDR3 64-bit                      | 800         | 12.8                    | Desconhecido | PCIe 2.1 x16            |
| Radeon HD 6470M (Seymour XT)    | 4 de janeiro de 2011   | TeraScale 2 40 nm | 160:8:4    | 700 750     | 2.8 3.0               | 5.6 6.0               | 224 240                         | 1024           | DDR3 64-bit                      | 800         | 12.8                    | Desconhecido | PCIe 2.1 x16            |
| Radeon HD 6490M (Seymour XT)    | 4 de janeiro de 2011   | TeraScale 2 40 nm | 160:8:4    | 800         | 3.2                   | 6.4                   | 256                             | 512            | GDDR5 64-bit                     | 800         | 25.6                    | Desconhecido | PCIe 2.1 x16            |
| Radeon HD 6530M (Capilano Pro)  | 26 de novembro de 2010 | TeraScale 2 40 nm | 400:20:8   | 500         | 4.0                   | 10.0                  | 400                             | 1024           | DDR3 128-bit                     | 900         | 28.8                    | 26           | PCIe 2.1 x16            |
| Radeon HD 6550M (Capilano Pro)  | 26 de novembro de 2010 | TeraScale 2 40 nm | 400:20:8   | 600         | 4.8                   | 12.0                  | 480                             | 1024           | DDR3 128-bit                     | 900         | 28.8                    | 26           | PCIe 2.1 x16            |
| Radeon HD 6570M (Capilano XT)   | 26 de novembro de 2010 | TeraScale 2 40 nm | 400:20:8   | 650         | 5.2                   | 13.0                  | 520                             | 1024           | DDR3 64-bit GDDR5 128-bit        | 900         | 28.8 57.6               | 30           | PCIe 2.1 x16            |
| Radeon HD 6630M (Whistler LP)   | 4 de janeiro de 2011   | TeraScale 2 40 nm | 480:24:8   | 485         | 3.88                  | 11.64                 | 465.6                           | 256 (Mac) 1024 | GDDR5 128-bit (Mac) DDR3 128-bit | 800         | 51.2 (Mac) 25.6         | Desconhecido | PCIe 2.1 x16            |
| Radeon HD 6650M (Whistler Pro)  | 4 de janeiro de 2011   | TeraScale 2 40 nm | 480:24:8   | 600         | 4.8                   | 14.4                  | 576                             | 1024           | DDR3 128-bit                     | 900         | 28.8                    | Desconhecido | PCIe 2.1 x16            |
| Radeon HD 6730M (Whistler XT)   | 4 de janeiro de 2011   | TeraScale 2 40 nm | 480:24:8   | 725         | 5.8                   | 17.4                  | 696                             | 1024           | DDR3 128-bit                     | 800         | 25.6                    | Desconhecido | PCIe 2.1 x16            |
| Radeon HD 6750M (Whistler Pro)  | 4 de janeiro de 2011   | TeraScale 2 40 nm | 480:24:8   | 600         | 4.8                   | 14.4                  | 576                             | 256 512 1024   | GDDR5 128-bit                    | 800 900     | 51.2 57.6               | Desconhecido | PCIe 2.1 x16            |
| Radeon HD 6770M (Whistler XT)   | 4 de janeiro de 2011   | TeraScale 2 40 nm | 480:24:8   | 725         | 5.8                   | 17.4                  | 696                             | 1024           | GDDR5 128-bit                    | 900         | 57.6                    | Desconhecido | PCIe 2.1 x16            |
| Radeon HD 6830M (Granville Pro) | 4 de janeiro de 2011   | TeraScale 2 40 nm | 800:40:16  | 575         | 9.2                   | 23.0                  | 920                             | 2048           | DDR3 128-bit                     | 800         | 25.6                    | 39           | PCIe 2.1 x16            |
| Radeon HD 6850M (Granville XT)  | 4 de janeiro de 2011   | TeraScale 2 40 nm | 800:40:16  | 675         | 10.8                  | 27.0                  | 1080                            | 2048           | DDR3 128-bit                     | 800         | 25.6                    | 50           | PCIe 2.1 x16            |
| Radeon HD 6850M (Granville Pro) | 4 de janeiro de 2011   | TeraScale 2 40 nm | 800:40:16  | 575         | 9.2                   | 23.0                  | 920                             | 1024           | GDDR5 128-bit                    | 800         | 57.6                    | 39           | PCIe 2.1 x16            |
| Radeon HD 6870M (Granville XT)  | 4 de janeiro de 2011   | TeraScale 2 40 nm | 800:40:16  | 675         | 10.8                  | 27                    | 1080                            | 1024           | GDDR5 128-bit                    | 1000        | 64                      | 50           | PCIe 2.1 x16            |
| Radeon HD 6950M (Blackcomb Pro) | 4 de janeiro de 2011   | TeraScale 2 40 nm | 960:48:32  | 580         | 18.56                 | 27.84                 | 1113.6                          | 2048           | GDDR5 256-bit                    | 900         | 115.2                   | 50           | PCIe 2.1 x16            |
| Radeon HD 6970M (Blackcomb XT)  | 4 de janeiro de 2011   | TeraScale 2 40 nm | 960:48:32  | 680         | 21.76                 | 32.64                 | 1305.6                          | 2048           | GDDR5 256-bit                    | 900         | 115.2                   | 75           | PCIe 2.1 x16            |
| Radeon HD 6990M (Blackcomb XTX) | 12 de julho de 2011    | TeraScale 2 40 nm | 1120:56:32 | 715         | 22.88                 | 40.04                 | 1601.6                          | 2048           | GDDR5 256-bit                    | 900         | 115.2                   | 75           | PCIe 2.1 x16            |

1. ↑  A taxa de preenchimento da textura é calculada como o número de unidades de mapeamento de textura multiplicado pela velocidade do clock principal.
2. ↑  A taxa de preenchimento de pixel é calculada como o número de unidades de saída de renderização multiplicado pela velocidade do clock do núcleo.
3. ↑  O desempenho de precisão única é calculado a partir da velocidade do clock do núcleo com base em uma operação FMA.
4. ↑  Shaders Unificados: Unidades de Mapeamento de Textura: Unidades de Saída de Renderização

#### IGP (HD 6xxxG)
- Todos os modelos são baseados no VLIW5 ISA
- Todos os modelos suportam DirectX 11.0, OpenGL 4.5 (beta), OpenCL 1.2
- Todos os modelos não possuem FP de precisão dupla
- Todos os modelos apresentam a interface UNB/MC Bus
- Todos os modelos apresentam filtragem anisotrópica independente de ângulo, recursos UVD3 e Eyefinity, com até 3 saídas.

## Tabela de recursos Radeon
A tabela a seguir mostra os recursos das GPUs da AMD / ATI (consulte também: Lista de unidades de processamento gráfico da AMD).
| Lançamento                   | 1986                        | 1991                       | Abril 1996                 | Março 1997                 | Agosto 1998                | Abril 2000                 | Agosto 2001                              | Setembro 2002                            | Maio 2004                                | Outubro 2005                             | Maio 2007                        | Novembro 2007                    | Junho 2008                       | Setembro 2009                                           | Outubro 2010                                                               | Janeiro 2012                                            | Setembro 2013 | Junho 2015 | Junho 2016, Abril 2017, Agosto 2019                                                                                  | Junho 2017, Fevereiro 2019                                                                                           | Julho 2019                                                                                          | Novembro 2020                                                                                       | Dezembro 2022                      |       |       |       |
| Nome de marketing            | Wonder                      | Mach                       | 3D Rage                    | Rage Pro                   | Rage 128                   | Radeon 7000                | Radeon 8000                              | Radeon 9000                              | Radeon X700/X800                         | Radeon X1000                             | Radeon HD 2000                   | Radeon HD 3000                   | Radeon HD 4000                   | Radeon HD 5000                                          | Radeon HD 6000                                                             | Radeon HD 7000                                          | Radeon 200 | Radeon 300 | Radeon 400/500/600                                                                                                   | Radeon RX Vega, Radeon VII                                                                                           | Radeon RX 5000                                                                                      | Radeon RX 6000                                                                                      | Radeon RX 7000                     |       |       |       |
| Suporte AMD                  | Terminou                    | Terminou                   | Terminou                   | Terminou                   | Terminou                   | Terminou                   | Terminou                                 | Terminou                                 | Terminou                                 | Terminou                                 | Terminou                         | Terminou                         | Terminou                         | Terminou                                                | Terminou                                                                   | Terminou                                                | Terminou | Terminou | Atual | Atual | Atual                                                                                               | Atual                                                                                               | Atual                              | Atual | Atual | Atual |
| Tipo                         | 2D                          | 2D                         | 3D                         | 3D                         | 3D                         | 3D                         | 3D                                       | 3D                                       | 3D                                       | 3D                                       | 3D                               | 3D                               | 3D                               | 3D                                                      | 3D                                                                         | 3D                                                      | 3D | 3D | 3D | 3D | 3D                                                                                                  | 3D                                                                                                  | 3D                                 |       |       |       |
| Conjunto de instruções       | Não conhecido publicamente  | Não conhecido publicamente | Não conhecido publicamente | Não conhecido publicamente | Não conhecido publicamente | Não conhecido publicamente | Não conhecido publicamente               | Não conhecido publicamente               | Não conhecido publicamente               | Não conhecido publicamente               | Conjunto de instruções TeraScale | Conjunto de instruções TeraScale | Conjunto de instruções TeraScale | Conjunto de instruções TeraScale                        | Conjunto de instruções TeraScale                                           | Conjunto de instruções GCN                              | Conjunto de instruções GCN                                                                                           | Conjunto de instruções GCN                                                                                           | Conjunto de instruções GCN                                                                                           | Conjunto de instruções GCN                                                                                           | Conjunto de instruções RDNA                                                                         | Conjunto de instruções RDNA                                                                         | Conjunto de instruções RDNA        |       |       |       |
| Microarquitetura             | Não conhecido publicamente  | Não conhecido publicamente | Não conhecido publicamente | Não conhecido publicamente | Não conhecido publicamente | Não conhecido publicamente | Não conhecido publicamente               | Não conhecido publicamente               | Não conhecido publicamente               | Não conhecido publicamente               | TeraScale 1 (VLIW)               | TeraScale 1 (VLIW)               | TeraScale 1 (VLIW)               | TeraScale 2 (VLIW5)                                     | \| TeraScale 2 (VLIW5) até 68xx \| TeraScale 3 (VLIW4) em 69xx [24][25] \| | GCN 1st gen                                             | GCN 2nd gen | GCN 3rd gen | GCN 4th gen | GCN 5th gen | RDNA                                                                                                | RDNA 2                                                                                              | RDNA 3                             |       |       |       |
| Tipo                         | Pipieline fixo              | Pipieline fixo             | Pipieline fixo             | Pipieline fixo             | Pipieline fixo             | Pipieline fixo             | Pipelies de pixel e vértice programáveis | Pipelies de pixel e vértice programáveis | Pipelies de pixel e vértice programáveis | Pipelies de pixel e vértice programáveis | Modelo de shader unificado       | Modelo de shader unificado       | Modelo de shader unificado       | Modelo de shader unificado                              | Modelo de shader unificado                                                 | Modelo de shader unificado                              | Modelo de shader unificado                                                                                           | Modelo de shader unificado                                                                                           | Modelo de shader unificado                                                                                           | Modelo de shader unificado                                                                                           | Modelo de shader unificado                                                                          | Modelo de shader unificado                                                                          | Modelo de shader unificado         |       |       |       |
| Direct3D                     | —                           | —                          | 5.0                        | 6.0                        | 6.0                        | 7.0                        | 8.1                                      | 9.0 11 (9_2)                             | 9.0b 11 (9_2)                            | 9.0c 11 (9_3)                            | 10.0 11 (10_0)                   | 10.1 11 (10_1)                   | 10.1 11 (10_1)                   | 11 (11_0)                                               | 11 (11_0)                                                                  | 11 (11_1) 12 (11_1)                                     | 11 (12_0) 12 (12_0)                                                                                                  | 11 (12_0) 12 (12_0)                                                                                                  | 11 (12_0) 12 (12_0)                                                                                                  | 11 (12_1) 12 (12_1)                                                                                                  | 11 (12_1) 12 (12_1)                                                                                 | 11 (12_1) 12 (12_2)                                                                                 | 11 (12_1) 12 (12_2)                |       |       |       |
| Modelo de shader             | —                           | —                          | —                          | —                          | —                          | —                          | 1.4                                      | 2.0+                                     | 2.0b                                     | 3.0                                      | 4.0                              | 4.1                              | 4.1                              | 5.0                                                     | 5.0                                                                        | 5.1                                                     | 5.1 6.5 | 5.1 6.5 | 5.1 6.5 | 6.7 | 6.7                                                                                                 | 6.7                                                                                                 | 6.7                                |       |       |       |
| OpenGL                       | —                           | —                          | —                          | 1.1                        | 1.2                        | 1.3                        | 1.3                                      | 2.1                                      | 2.1                                      | 2.1                                      | 3.3                              | 3.3                              | 3.3                              | 4.5 (no Linux: 4.5 (Mesa 3D 21.0))                      | 4.5 (no Linux: 4.5 (Mesa 3D 21.0))                                         | 4.6 (no Linux: 4.6 (Mesa 3D 20.0))                      | 4.6 (no Linux: 4.6 (Mesa 3D 20.0))                                                                                   | 4.6 (no Linux: 4.6 (Mesa 3D 20.0))                                                                                   | 4.6 (no Linux: 4.6 (Mesa 3D 20.0))                                                                                   | 4.6 (no Linux: 4.6 (Mesa 3D 20.0))                                                                                   | 4.6 (no Linux: 4.6 (Mesa 3D 20.0))                                                                  | 4.6 (no Linux: 4.6 (Mesa 3D 20.0))                                                                  | 4.6 (no Linux: 4.6 (Mesa 3D 20.0)) |       |       |       |
| Vulkan                       | —                           | —                          | —                          | —                          | —                          | —                          | —                                        | —                                        | —                                        | —                                        | —                                | —                                | —                                | —                                                       | —                                                                          | 1.0 (Win 7+ ou Mesa 17+)                                | 1.2 (Adrenalin 20.1.2, Linux Mesa 3D 20.0) 1.3 (GCN 4 e superior (com Adrenalin 22.1.2, Mesa 22.0))                  | 1.2 (Adrenalin 20.1.2, Linux Mesa 3D 20.0) 1.3 (GCN 4 e superior (com Adrenalin 22.1.2, Mesa 22.0))                  | 1.2 (Adrenalin 20.1.2, Linux Mesa 3D 20.0) 1.3 (GCN 4 e superior (com Adrenalin 22.1.2, Mesa 22.0))                  | 1.2 (Adrenalin 20.1.2, Linux Mesa 3D 20.0) 1.3 (GCN 4 e superior (com Adrenalin 22.1.2, Mesa 22.0))                  | 1.2 (Adrenalin 20.1.2, Linux Mesa 3D 20.0) 1.3 (GCN 4 e superior (com Adrenalin 22.1.2, Mesa 22.0)) | 1.2 (Adrenalin 20.1.2, Linux Mesa 3D 20.0) 1.3 (GCN 4 e superior (com Adrenalin 22.1.2, Mesa 22.0)) | 1.3                                |       |       |       |
| OpenCL                       | —                           | —                          | —                          | —                          | —                          | —                          | —                                        | —                                        | —                                        | —                                        | Close to Metal                   | Close to Metal                   | 1.1 (sem suporte Mesa 3D)        | 1.2 (no Linux: 1.1 (sem suporte de imagem) com Mesa 3D) | 1.2 (no Linux: 1.1 (sem suporte de imagem) com Mesa 3D)                    | 1.2 (no Linux: 1.1 (sem suporte de imagem) com Mesa 3D) | 2.0 (Adrenalin driver no Win7+) (no Linux: 1.1 (sem suporte de imagem) com Mesa 3D, 2.0 com drivers AMD ou AMD ROCm) | 2.0 (Adrenalin driver no Win7+) (no Linux: 1.1 (sem suporte de imagem) com Mesa 3D, 2.0 com drivers AMD ou AMD ROCm) | 2.0 (Adrenalin driver no Win7+) (no Linux: 1.1 (sem suporte de imagem) com Mesa 3D, 2.0 com drivers AMD ou AMD ROCm) | 2.0 (Adrenalin driver no Win7+) (no Linux: 1.1 (sem suporte de imagem) com Mesa 3D, 2.0 com drivers AMD ou AMD ROCm) | 2.0                                                                                                 | 2.1                                                                                                 | ?                                  |       |       |       |
| HSA / ROCm                   | —                           | —                          | —                          | —                          | —                          | —                          | —                                        | —                                        | —                                        | —                                        | —                                | —                                | —                                | —                                                       | —                                                                          | Yes                                                     | Yes | Yes | Yes | Yes | ?                                                                                                   | ?                                                                                                   | ?                                  |       |       |       |
| Decodificação de vídeo ASIC  | —                           | —                          | —                          | —                          | —                          | —                          | —                                        | —                                        | —                                        | —                                        | Avivo/UVD                        | UVD+                             | UVD 2                            | UVD 2.2                                                 | UVD 3                                                                      | UVD 4                                                   | UVD 4.2 | UVD 5.0 ou 6.0 | UVD 6.3 | UVD 7 | VCN 2.0                                                                                             | VCN 3.0                                                                                             | ?                                  |       |       |       |
| Codificação de vídeo ASIC    | —                           | —                          | —                          | —                          | —                          | —                          | —                                        | —                                        | —                                        | —                                        | —                                | —                                | —                                | —                                                       | —                                                                          | VCE 1.0                                                 | VCE 2.0 | VCE 3.0 or 3.1 | VCE 3.4 | VCE 4.0 | VCN 2.0                                                                                             | VCN 3.0                                                                                             | ?                                  |       |       |       |
| Fluid Motion ASIC            | Não                         | Não                        | Não                        | Não                        | Não                        | Não                        | Não                                      | Não                                      | Não                                      | Não                                      | Não                              | Não                              | Não                              | Não                                                     | Não                                                                        | Não                                                     | Yes | Yes | Yes | Yes | Não                                                                                                 | Não                                                                                                 | ?                                  |       |       |       |
| Economia de energia          | ?                           | ?                          | ?                          | ?                          | ?                          | ?                          | ?                                        | ?                                        | ?                                        | ?                                        | PowerPlay                        | PowerPlay                        | PowerPlay                        | PowerPlay                                               | PowerTune                                                                  | PowerTune & ZeroCore Power                              | PowerTune & ZeroCore Power                                                                                           | PowerTune & ZeroCore Power                                                                                           | PowerTune & ZeroCore Power                                                                                           | PowerTune & ZeroCore Power                                                                                           | ?                                                                                                   | ?                                                                                                   | ?                                  |       |       |       |
| TrueAudio                    | —                           | —                          | —                          | —                          | —                          | —                          | —                                        | —                                        | —                                        | —                                        | —                                | —                                | —                                | —                                                       | —                                                                          | —                                                       | Através de DSP dedicado                                                                                              | Através de DSP dedicado                                                                                              | Através de shaders                                                                                                   | Através de shaders                                                                                                   | Através de shaders                                                                                  | ?                                                                                                   | ?                                  |       |       |       |
| FreeSync                     | —                           | —                          | —                          | —                          | —                          | —                          | —                                        | —                                        | —                                        | —                                        | —                                | —                                | —                                | —                                                       | —                                                                          | —                                                       | 1 2 | 1 2 | 1 2 | 1 2 | 1 2                                                                                                 | 1 2                                                                                                 | ?                                  |       |       |       |
| HDCP                         | ?                           | ?                          | ?                          | ?                          | ?                          | ?                          | ?                                        | ?                                        | ?                                        | ?                                        | ?                                | ?                                | ?                                | ?                                                       | ?                                                                          | ?                                                       | 1.4 | 1.4 | 2.2 | 2.2 | 2.3                                                                                                 | 2.3                                                                                                 | 2.3                                |       |       |       |
| PlayReady                    | —                           | —                          | —                          | —                          | —                          | —                          | —                                        | —                                        | —                                        | —                                        | —                                | —                                | —                                | —                                                       | —                                                                          | —                                                       | — | — | 3.0 | Não | 3.0                                                                                                 | ?                                                                                                   | ?                                  |       |       |       |
| Exibições suportadas         |                             |                            |                            |                            |                            | 1–2                        | 2                                        | 2                                        | 2                                        | 2                                        | 2                                | 2                                | 2                                | 2–6                                                     | 2–6                                                                        | 2–6                                                     | 2–6 | 2–6 | 2–6 | 2–6 | ?                                                                                                   | ?                                                                                                   | ?                                  |       |       |       |
| Máx. resolução               | ?                           | ?                          | ?                          | ?                          | ?                          | ?                          | ?                                        | ?                                        | ?                                        | ?                                        | ?                                | ?                                | ?                                | 2–6 × 2560×1600                                         | 2–6 × 2560×1600                                                            | 2–6 × 4096×2160 @ 30 Hz                                 | 2–6 × 4096×2160 @ 30 Hz                                                                                              | 2–6 × 4096×2160 @ 30 Hz                                                                                              | 2–6 × 5120×2880 @ 60 Hz                                                                                              | 3 × 7680×4320 @ 60 Hz                                                                                                | 7680×4320 @ 60 Hz PowerColor                                                                        | 7680×4320 @ 60 Hz PowerColor                                                                        | ?                                  |       |       |       |
| /drm/radeon                  |                             |                            |                            |                            |                            | Yes                        | Yes                                      | Yes                                      | Yes                                      | Yes                                      | Yes                              | Yes                              | Yes                              | Yes                                                     | Yes                                                                        | Yes                                                     | Yes | — | — | — | —                                                                                                   | —                                                                                                   | ?                                  |       |       |       |
| /drm/amdgpu                  | —                           | —                          | —                          | —                          | —                          | —                          | —                                        | —                                        | —                                        | —                                        | —                                | —                                | —                                | —                                                       | —                                                                          | Experimental                                            | Experimental | Yes | Yes | Yes | Yes                                                                                                 | Yes                                                                                                 | ?                                  |       |       |       |
| TeraScale 2 (VLIW5) até 68xx | TeraScale 3 (VLIW4) em 69xx |                            |                            |                            |                            |                            |                                          |                                          |                                          |                                          |                                  |                                  |                                  |                                                         |                                                                            |                                                         | | | | | | |                                    |       |       |       |

1. ↑   A série Radeon 100 possui sombreadores de pixel programáveis, mas não é totalmente compatível com DirectX 8 ou Pixel Shader 1.0. Veja o artigo sobre Pixel shaders do R100.
2. ↑  Os cartões baseados em R300, R400 e R500 não são totalmente compatíveis com OpenGL 2+, pois o hardware não oferece suporte a todos os tipos de texturas não-potência de dois (NPOT).
3. ↑  A conformidade com OpenGL 4+ requer suporte a shaders FP64 e estes são emulados em alguns chips TeraScale usando hardware de 32 bits.
4. 1 2 3  O UVD e o VCE foram substituídos pelo Video Core Next (VCN) ASIC na APU Raven Ridge do Vega.
5. ↑  Processamento de vídeo ASIC para técnica de interpolação de taxa de quadros de vídeo. No Windows funciona como um filtro DirectShow no seu player. No Linux, não há suporte por parte dos drivers e/ou da comunidade.
6. 1 2  Para reproduzir conteúdo de vídeo protegido, também é necessário suporte a cartão, sistema operacional, driver e aplicativo. Um monitor HDCP compatível também é necessário para isso. O HDCP é obrigatório para a saída de certos formatos de áudio, colocando restrições adicionais na configuração de multimídia.
7. ↑  Mais monitores podem ser suportados com conexões DisplayPort nativas ou dividindo a resolução máxima entre vários monitores com conversores ativos.
8. 1 2  DRM (Direct Rendering Manager) é um componente do kernel do Linux. AMDgpu é o módulo do kernel do Linux. O suporte nesta tabela refere-se à versão mais atual.